# 1994年の音楽
1994年の音楽（1994ねんのおんがく）では、1994年（平成6年）の音楽分野に関する出来事について記述する。
1993年の音楽-1994年の音楽-1995年の音楽

## 概要・できごと
- クーリオ のFantastic Voyage、クランベリーズ のLinger、K-Ciヘイリーのイフ・ユー・シンク・ユア・ロンリー・ナウなどがヒットした[1]。
- 日本でB'z、WANDS、ZARD、DEEN、大黒摩季などのビーイング系アーティストが前年に続きヒットを出した。
- TMNが5月18、19日に行われたライブ『TMN final live LAST GROOVE』を最後に”プロジェクト終了（解散）”となった。
- 日本でMr.Childrenがミリオンを連発。11月発売の「Tomorrow never knows」は年をまたぎ、翌年には270万枚に達した。
- 日本でのCDプレーヤーの普及率 53.8% (内閣府「消費動向調査」)[2]。

### 詳細
- この年を中心に、日本語のラップソングが流行。EAST END×YURIの「DA.YO.NE」が注目を浴びた後、それを各地の方言に吹き変えたご当地版も相次いで発表された[3]。
- B'z『The 7th Blues』が2枚組のオリジナルアルバムとして初のミリオン、売り上げ歴代1位となり、その後も記録を保持している。
- 桑田佳祐のアルバム『孤独の太陽』の収録曲であり、後に発売したシングル「祭りのあと」のカップリングとしてシングルカットされた「すべての歌に懺悔しな!!」の歌詞をめぐって、桑田と長渕剛が一触即発の関係になる[注 1]。
- 1970年代のカルトバンドまりちゃんズの「尾崎家（おざきんち）の祖母」がシングルCDとして再発売されるとともに、メンバーが再結集して続編シングル「尾崎んちのばばあ パート3」が発売され15万枚を超えるヒットに。
- 5月20日・21日・22日の3日間、国連UNESCOの呼びかけによる『THE GREAT MUSIC EXPERIENCE '94 AONIYOSHI』が、奈良で開催された。
- trfの「survival dAnce 〜no no cry more〜」がtrf及び小室哲哉プロデュース楽曲として初めてオリコン1位とミリオンヒットを達成した。以降、小室哲哉プロデュースの楽曲が多数ヒットした（小室ブーム）。

## 洋楽

### シングル
- 10000マニアックス – 「ビコーズ・ザ・ナイト」
- アリーヤ - 「バック&フォース」
- エイス・オブ・ベイス – 「ドント・ターン・アラウンド」
- All-4-One – 「アイ・スウェア」
- クランベリーズ – 「リンガー」
- クーリオ – 「ファンタスティック・ヴォヤージ」
- ベック – ルーザー
- Bettan & Jan Werner – Duett
- ビッグ・マウンテン – 「ベイビー・アイ・ラブ・ユア・ウェイ」
- ブラー – 「ガールズ&ボーイズ」
- ブラー – Parklife
- ブランディ – 「アイ・ワナ・ビー・ダウン」
- ブルース・スプリングスティーン - 「ストリーツ・オブ・フィラデルフィア」
- ジェニファー・ブラウン – 「マイ・エヴリシング」
- キャンドルボックス – Far Behind
- Candlebox – You
- マライア・キャリー – 「恋人たちのクリスマス」
- マライア・キャリー – 「ウィズアウト・ユー」
- クランベリーズ – 「リンガー」
- クーリオ – 「ファンタスティック・ヴォヤージ」
- セリーヌ・ディオン - 「シンク・トワイス」
- グロリア・エステファン - 「ターン・ザ・ビート・アラウンド」
- ジョン・メレンキャンプ – 「ワイルド・ナイト」
- ジャネット・ジャクソン - 「どんなときも、どこにいても」
- TLC - 「クリープ」
- テイク・ザット - 「エヴリシング・チェンジズ」
- プライマル・スクリーム – 「ロックス」[4]

### アルバム
- エイス・オブ・ベイス：『オール・ザット・シー・ウォンツ（英語版）』
- アリーヤ - 『エイジ・エイント・ナッシング・バット・ア・ナンバー』
- ブラー - 『パークライフ』
- ボン・ジョヴィ：『クロス・ロード』
- マライア・キャリー : 『メリー・クリスマス』
- Nick Cave & The Bad Seeds – Let Love In
- ドリーム・シアター – Awake
- Lisa Ekdahl – Lisa Ekdahl
- The Everly Brothers – Heartaches & Harmonies
- Front Line Assembly – Millennium
- ヤン・ガルバレク – Madar
- ヤン・ガルバレク – Officium
- グリーン・デイ – Dookie
- Peter Gullin – Transformed Evergreen
- Herbie Hancock – A Tribute to Miles
- モリッシー – Vauxhall And I
- NOFX – Punk in Drublic
- ナズ - 『イルマティック』
- Nine Inch Nails – The Downward Spiral
- オアシス – Definitely Maybe
- オフスプリング – 『スマッシュ』
- R.E.M. – 『モンスター』
- ピート・ロック　& CLスムース – 『メイン・イングリーディエント』
- TLC - 『クレイジーセクシークール』

## ジャズ
- マシュー・シップ「Zo」[5]

## クラシック
- ロバート・シンプソン「ストリング・クインテット・ナンバー2」

## 総合シングル (日本)
- 1位から18位まで全てミリオンセラー認定シングル。
- 年間1位はMr.Childrenの「innocent world」。前作の「CROSS ROAD」から1996年の「花 -Mémento-Mori-」まで8作連続でミリオンセラーを達成した。

※集計期間 1993年12月6日付 - 1994年11月28日付
集計会社 オリコン
- 1位 Mr.Children：「innocent world」
- 2位 広瀬香美：「ロマンスの神様」
- 3位 篠原涼子 with t.komuro：「恋しさと せつなさと 心強さと」
- 4位 B'z：「Don't Leave Me」
- 5位 中島みゆき：「空と君のあいだに／ファイト!」
- 6位 松任谷由実：「Hello, my friend」
- 7位 trf：「Survival dAnce 〜no no cry more〜」
- 8位 大黒摩季：「あなただけ見つめてる」
- 9位 trf：「BOY MEETS GIRL」
- 10位 WANDS：「世界が終るまでは…」
- 11位 藤井フミヤ：「TRUE LOVE」
- 12位 福山雅治：「IT'S ONLY LOVE」
- 13位 藤谷美和子・大内義昭：「愛が生まれた日」
- 14位 CHAGE&ASKA：「HEART／NATURAL／On Your Mark」
- 15位 Mr.Children：「CROSS ROAD」
- 16位 尾崎豊：「OH MY LITTLE GIRL」
- 17位 中山美穂：「ただ泣きたくなるの」
- 18位 DEEN：「瞳そらさないで」
- 19位 DREAMS COME TRUE：「WINTER SONG」
- 20位 大黒摩季：「夏が来る」
- 21位 TUBE：「夏を抱きしめて」
- 22位 Mr.Children：「Tomorrow never knows」
- 23位 竹内まりや：「純愛ラプソディ」
- 24位 ZARD：「この愛に泳ぎ疲れても／Boy」
- 25位 槇原敬之：「SPY」
- 26位 今井美樹：「Miss You」
- 27位 ZARD：「こんなにそばに居るのに」
- 28位 X JAPAN：「Rusty Nail」
- 29位 前田亘輝：「Try Boy,Try Girl」
- 30位 T-BOLAN：「マリア」
- 31位 大黒摩季：「永遠の夢に向かって」
- 32位 NOKKO：「人魚」
- 33位 SMAP：「がんばりましょう」
- 34位 THE 虎舞竜：「ロード 〜第二章」
- 35位 NOA：「今を抱きしめて」
- 36位 T-BOLAN：「LOVE／No.1 Girl」
- 37位 奥田民生：「愛のために」
- 38位 To Be Continued：「君だけを見ていた」
- 39位 DEEN：「永遠をあずけてくれ」
- 40位 氷室京介：「VIRGIN BEAT」
- 41位 米米CLUB：「ア・ブラ・カダ・ブラ」
- 42位 山根康広：「Get Along Together 〜愛を贈りたいから〜 (ニューバージョン)」
- 43位 DREAMS COME TRUE：「WHEREVER YOU ARE」
- 44位 WANDS：「Jumpin' Jack Boy／White Memories」
- 45位 trf：「寒い夜だから…」
- 46位 ICE BOX：「冷たいキス」
- 47位 松任谷由実：「春よ、来い」
- 48位 大黒摩季：「白いGradation」
- 49位 吉岡秀隆：「ラストソング」
- 50位 X JAPAN：「Tears」

## 総合アルバム (日本)
※集計期間 1993年12月6日付 - 1994年11月28日付
集計会社 オリコン
- 1位 DREAMS COME TRUE：『MAGIC』
- 2位 竹内まりや：『Impressions』
- 3位 Mr.Children：『Atomic Heart』
- 4位 B'z：『The 7th Blues』
- 5位 ZARD：『OH MY LOVE』
- 6位 trf： 『BILLIONAIRE 〜BOY MEETS GIRL〜』
- 7位 松任谷由実：『U-miz』
- 8位 DEEN：『DEEN』
- 9位 trf：『WORLD GROOVE』
- 10位 Various Artists：『NOW 1』
- 11位 マライア・キャリー：『メリー・クリスマス』
- 12位 マライア・キャリー：『MUSIC BOX』
- 13位 大黒摩季：『永遠の夢に向かって』
- 14位 桑田佳祐：『孤独の太陽』
- 15位 TUBE：『終わらない夏に』
- 16位 氷室京介：『SHAKE THE FAKE』
- 17位 槇原敬之：『PHARMACY』
- 18位 CHAGE&ASKA：『Yin&Yang』
- 19位 福山雅治：『ON AND ON』
- 20位 T-BOLAN：『LOOZ』
- 21位 今井美樹：『A PLACE IN THE SUN』
- 22位 森高千里：『STEP BY STEP』
- 23位 尾崎豊：『十七歳の地図』
- 24位 藤井フミヤ：『エンジェル』
- 25位 trf：『HYPER MIX III』
- 26位 広瀬香美：『SUCCESS STORY』
- 27位 エイス・オブ・ベイス：『オール・ザット・シー・ウォンツ（英語版）』
- 28位 ボン・ジョヴィ：『クロス・ロード』
- 29位 ユニコーン：『THE VERY BEST OF UNICORN』
- 30位 杏里：『16th Summer Breeze』
- 31位 平松愛理：『一夜一代に夢見頃』
- 32位 LUNA SEA：『MOTHER』
- 33位 徳永英明：『Nostalgia』
- 34位 今井美樹：『Ivory II』
- 35位 中西圭三：『Starting Over』
- 36位 X：『X Singles』
- 37位 布袋寅泰：『GUITARHYTHM IV』
- 38位 福山雅治：『Calling』
- 39位 TMN：『TMN BLACK』
- 40位 trf：『EZ DO DANCE』
- 41位 宇徳敬子：『砂時計』
- 42位 渡辺美里：『Baby Faith』
- 43位 矢沢永吉：『the Name Is...』
- 44位 浜田麻里：『INCLINATION』
- 45位 Various Artists：『MEGA HITS』
- 46位 吉川晃司：『Cloudy Heart』
- 47位 T-BOLAN：『夏の終わりにII 〜Lookin' for the eighth color of the rainbow〜』
- 48位 Mr.Children：『Versus』
- 49位 TUBE：『Melodies & Memories』
- 50位 リセット・メレンデス：『トゥルー・トゥ・ライフ（英語版）』

## ビデオソフト
「Category:1994年のライブ・ビデオ」を参照

## 音楽配信 (日本)

### 音楽配信ゴールド認定シングル
| 作品名                                                               | 認定月     |
| ミリオン                                                             | ミリオン   |
| -------------------------------------------------------------------- | ---------- |
| マライア・キャリー「恋人たちのクリスマス」（着うた）                 | 2008年12月 |
| トリプル・プラチナ                                                   |            |
| スピッツ「空も飛べるはず」                                           | 2023年2月  |
| プラチナ                                                             |            |
| シャ乱Q「シングルベッド」                                            | 2014年1月  |
| 尾崎豊「OH MY LITTLE GIRL」                                          | 2019年5月  |
| 篠原涼子 with t.komuro「恋しさと せつなさと 心強さと」               | 2020年8月  |
| ゴールド                                                             |            |
| 坂本冬美「夜桜お七」                                                 | 2009年12月 |
| オアシス「ホワットエヴァー」                                         | 2011年11月 |
| 斉藤和義「歩いて帰ろう（シングルバージョン）」                       | 2014年11月 |
| 中山美穂「ただ泣きたくなるの」                                       | 2014年11月 |
| グリーン・デイ「バスケット・ケース」                                 | 2015年7月  |
| 桑田佳祐「祭りのあと」                                               | 2017年6月  |
| DREAMS COME TRUE「WINTER SONG ("雪のクリスマス" WORLDWIDE VERSION)」 | 2018年12月 |
| L'Arc〜en〜Ciel「Blurry Eyes」                                       | 2018年12月 |

### ストリーミング認定シングル
| 作品名                                     | 認定月     |
| ゴールド                                   | ゴールド   |
| ------------------------------------------ | ---------- |
| スピッツ「空も飛べるはず」                 | 2022年6月  |
| Mr.Children「innocent world」              | 2022年7月  |
| マライア・キャリー「恋人たちのクリスマス」 | 2022年11月 |
| Mr.Children「Tomorrow never knows」        | 2024年4月  |

## イベント
| 開催日              | タイトル                                            |
| ------------------- | --------------------------------------------------- |
| 7月24日             | MEET THE WORLD BEAT'94                              |
| 8月13日             | Exciting Summer in WAJIKI 1994                      |
| 8月21日             | Sunset Live '94 LOVE & UNITY                        |
| 8月26日・27日・28日 | ローランズ 1994                                     |
| 9月11日             | 定禅寺ストリートジャズフェスティバル 1995           |
| 10月22日・23日      | 第12回 PEACEFUL LOVE ROCK FESTIVAL 1994             |
| 11月24日            | MTVヨーロッパ・ミュージック・アワード 1994（初回）  |
| 12月1日             | Act Against AIDS 1994                               |
| 12月30日            | ミュージックステーションスペシャル スーパーライブ94 |
| 12月31日            | 第45回NHK紅白歌合戦                                 |

### 日本武道館公演
- 1月1日 - SMAP
- 1月2日・3日・6日・7日・16日 - プリンセス プリンセス
- 1月11日 - ZI:KILL
- 1月13日・14日 - THE BOOM
- 1月18日・19日・20日 - スティング
- 2月3日・4日・5日 - HOUND DOG
- 2月8日・9日 - ボブ・ディラン
- 2月18日・19日・20日 - ブライアン・アダムス
- 2月23日 - レニー・クラヴィッツ
- 3月7日・8日 - ピーター・ガブリエル
- 3月11日・12日 - 吉川晃司
- 3月13日・30日・31日 - 徳永英明
- 3月13日 - ハート
- 4月22日 - サンタナ
- 4月23日・24日 - 佐野元春
- 5月7日・9日・10日・12日・13日・16日・17日 - エアロスミス
- 5月14日 - BODY
- 6月14日 - THE BLUE HEARTS
- 6月16日・17日 - B'z
- 6月29日・30日・7月1日 - 藤井フミヤ
- 7月6日・7日・9日・10日 - 松田聖子
- 8月16日 - 日本をすくえ '94 ～奥尻島、島原・深江地区救済コンサート～
- 8月22日 - スターダスト☆レビュー
- 8月29日・30日 - SMAP（29日は二部制、30日は三部制）
- 9月1日 - access
- 9月16日 - PINK CLOUD
- 9月19日 - エルヴィス・コステロ
- 9月20日・21日 - 布袋寅泰 VS ジーザス・ジョーンズ
- 10月4日・5日 - イエス
- 10月11日 - モトリー・クルー
- 10月15日・16日・18日・19日 - 渡辺美里
- 10月21日 - LINDBERG
- 10月24日・25日・26日 - MR. BIG
- 10月31日・11月1日 - 桑田佳祐
- 11月2日 - TOKIO
- 11月10日 - 遊佐未森
- 11月11日 - Chara
- 11月14日 - ボーイズIIメン
- 11月21日・22日・23日・25日・26日 - 矢沢永吉
- 12月1日 - Act Against AIDS
- 12月7日 - 山下久美子
- 12月9日 - 岡村孝子
- 12月12日・13日 - Mr.Children
- 12月16日・17日・27日 - LUNA SEA
- 12月18日・19日 - 布袋寅泰
- 12月22日・23日・24日 - THE ALFEE
- 12月25日 - Screaming Revue
- 12月26日 - MULTI MAX
- 12月28日 - BLANKEY JET CITY
- 12月29日 - L.S.D.'94
- 12月31日 - KinKi Kids

### 東京ドーム公演
| 日時           | アーティスト           |
| -------------- | ---------------------- |
| 3月29日・30日  | ジャネット・ジャクソン |
| 5月18日・19日  | TMN                    |
| 12月11日       | ダイアナ・ロス         |
| 12月24日・25日 | 氷室京介               |
| 12月30日・31日 | X JAPAN                |

### 横浜アリーナ公演
- 1月2日・3日・5日・6日 - サザンオールスターズ
- 1月8日・9日・11日・12日 - 松任谷由実
- 1月19日・20日・22日・23日・26日・27日・29日・30日 - 米米CLUB
- 2月12日 - LUNA SEA
- 3月9日・10日・12日・13日 - CHAGE and ASKA
- 4月9日・10日 - hide
- 4月22日・23日・24日 - ロッド・スチュワート
- 4月27日 - エアロスミス
- 5月3日・4日・5日 - 光GENJI
- 5月6日 - SMAP
- 5月28日・29日 - 吉川晃司
- 6月15日・16日・18日・19日 - DREAMS COME TRUE
- 7月1日・2日 - B'z
- 7月16日・17日 - 藤井フミヤ
- 8月7日 - 東京パフォーマンスドール
- 8月9日・10日・11日・12日 - 光GENJI
- 9月13日・14日・16日・17日 - 浜田省吾
- 10月12日・13日 - 氷室京介
- 11月22日・23日 - B'z
- 12月11日・12日 - 矢沢永吉
- 12月18日・19日 - access
- 12月21日・22日 - TUBE
- 12月23日 - スターダスト☆レビュー
- 12月24日 - 大江千里
- 12月26日 - 電気グルーヴ
- 12月30日・31日 - 桑田佳祐

## スポーツ大会使用曲
リレハンメル・オリンピック
NHK
- 『遥かな人へ』髙橋真梨子

作詞：高橋真梨子 作曲：松田良 編曲：岩本正樹
FIFAワールドカップ・アメリカ大会
NHK
- 『GET GOOD GET GOD』バブルガム・ブラザーズ (イメージ曲)

作詞：Bro.TOM (ブラザー･トム) 作曲：Bro.KORN (ブラザー･コーン)
広島アジア大会
NHK
- 『ヒロイン 〜あの日の涙を忘れない〜』岡村孝子

作詞・作曲：岡村孝子 編曲：海老原真二
TBS系列
- 『俺色にそまれ』米米CLUB

作詞・作曲・編曲：米米CLUB
ワールドトップ4バレー（テレビ朝日系列）
- 『DO YOUR BEST』四銃士

作詞：實川翔 作曲：大内義昭 編曲：岩崎文紀

## 音楽賞
| 賞                                 | 受賞作・受賞者 |
| ---------------------------------- | --- |
| 第36回日本レコード大賞             | - 日本レコード大賞 - Mr.Children：『innocent world』 ※Mr.Childrenは、当日欠席したうえで大賞を受賞し、前代未聞の出来事となった。 - アルバム大賞 - 桑田佳祐：『孤独の太陽』 - 最優秀歌唱賞 - 川中美幸：『あえるじゃないかまた明日』 - 最優秀新人賞 - 西尾夕紀：『海峡恋歌』 - 優秀賞 - 桑田佳祐：『月』 - 桂銀淑：『花のように 鳥のように』 - 坂本冬美：『夜桜お七』 - 篠原涼子：『恋しさと せつなさと 心強さと』 - trf：『survival dAnce～no no cry more』 - 長山洋子：『めおと酒』 - NOA：『今を抱きしめて』 - 藤あや子：『花のワルツ』 - 藤谷美和子／大内義昭：『愛が生まれた日』 - 新人賞 - Be-B：『憧夢～風に向って』、水田竜子：『土佐のおんな節』 - ベストアルバム賞 - Mr.Children『Atomic Heart』 - 桑田佳祐『孤独の太陽』 - trf『BILLIONAIRE 〜BOY MEETS GIRL〜』 - 特別賞 - じゃがいもの会 - 作曲賞 - 三木たかし「夜桜お七」（歌・坂本冬美） - 編曲賞 - 小室哲哉「恋しさと せつなさと 心強さと」（歌・篠原涼子with t.komuro） - 作詩賞 - 阿久悠「花のように 鳥のように」（歌・桂銀淑） - 企画賞 - 三波春夫 「平家物語」 - 山崎ハコ「十八番」 - 宇崎竜童「しなやかに したたかに～女たちへ～」 - 「怪獣王」～日本SF・幻想映画音楽体系～ - 大江光「大江光ふたたび」 - ミッキー・カーチス「フロム・ザ・ムーン・フォー・ザ・トゥリーズ、ジャスト・ロックンロール」 - 功労賞 - 遠藤実、寺岡眞三 - 特別功労賞 - 安井かずみ - 美空ひばりメモリアル選奨 - 島倉千代子 - ミュージックビデオ賞 - LUNA SEA「ROSIER」 - MIYA & YAMI「神様の宝石でできた島」 |
| 第32回ゴールデン・アロー賞         | - 音楽賞 - Mr.Children - 新人賞（音楽） - 篠原涼子、EAST END×YURI |
| 第27回下谷賞                       | - 下谷賞 - 岩下章二「トランペット・エコー」 - 佳作 - 松尾善雄「スノー・クリスタル・マーチ」 |
| 第27回全日本有線放送大賞           | - グランプリ - 藤谷美和子・大内義昭「愛が生まれた日」 |
| 第27回日本作詩大賞                 | - 大賞 - 藤あや子「花のワルツ」 |
| 第27回日本有線大賞                 | - 日本有線大賞 - 藤あや子：『花のワルツ』 - 最多リクエスト歌手賞 - 藤あや子：『花のワルツ』 - 最多リクエスト曲賞 - Mr.Children：『innocent world』 - 最優秀新人賞 - 藤谷美和子・大内義昭：『愛が生まれた日』 |
| 第26回サントリー音楽賞             | - 和波孝禧 |
| 第26回新宿音楽祭（最終回）         | - 金賞 - 水田竜子、西尾夕紀 |
| 第24回モービル音楽賞               | - 邦楽部門 - 都一いき - 洋楽部門（本賞） - 松村禎三 - 洋楽部門（奨励賞） - 錦織健 |
| 第19回南里文雄賞                   | - 今田勝 |
| 第18回長崎歌謡祭                   | - グランプリ - 中西礼奈 |
| 第15回入野賞                       | - 大村久美子『RETICULATION』 |
| 第13回メガロポリス歌謡祭（最終回） | - 最優秀新人ダイヤモンド賞・最優秀新人賞 - 門倉有希、水田竜子、西尾夕紀 |
| 第13回JASRAC賞                     | - 金賞 - trf「survival dAnce」 - 銀賞 - Mr.Children「innocent world」 - 銅賞 - trf「BOY MEETS GIRL」 - 国際賞 - キャプテン翼 BGM - 外国作品賞 - ANDERLECHT CHAMPION(OLE OLE OLE)(WE ARE THE CHAMP) |
| 第13回中島健蔵音楽賞               | - 野平一郎 - ニューアーツ弦楽四重奏団 |
| 第12回咲くやこの花賞 音楽部門      | - 永廣孝山 |
| 第11回現音作曲新人賞               | - 布川建・向井耕平 |
| 第8回日本ゴールドディスク大賞      | （対象期間 1993年2月1日 - 1994年1月31日） - 邦楽 - WANDS - 洋楽 - ザ・ビートルズ |
| 第8回TEENS' MUSIC FESTIVAL         | - ティーンズ大賞・文部大臣奨励賞・オーディエンス大賞・あんたが大賞 - S.G.D - 熱演賞 - 丹羽清枝 - サウンド賞 - ダイナマイト・ライアー・Indian Colt |
| 第5回朝日作曲賞 (合唱)             | - 入賞 - 信長貴富「もし鳥だったなら」 - 入賞 - 中島睦明「ちっぽけな象がやってきた」 - 佳作 - 信長貴富「斑雪」 |
| 第5回朝日作曲賞 (吹奏楽)           | - 阿部勇一「行進曲「ラメセスⅡ世」」 |
| 第5回出光音楽賞                    | - オーケストラ・アンサンブル金沢、大西順子、村治佳織、矢部達哉 |
| 第5回日本製鉄音楽賞                | - フレッシュアーティスト賞 - 本名徹次 - 特別賞 - 森島英子 |
| 第5回BSヤングバトル                | - グランプリ - HADEATH - 準グランプリ - MOLD RUST |
| 第4回芥川作曲賞                    | - 江村哲二『ヴァイオリン協奏曲第2番「インテクステリア」』 |
| 第4回秋吉台国際作曲賞              | - 横山勝巳、福井とも子 |
| 第4回NHK新人歌謡コンテスト         | - グランプリ - 田川寿美 |
| 第2回渡邉暁雄音楽基金              | - 音楽賞 - 広上淳一 |
| 第1回JFNリスナーズアウォード       | - 鈴里真帆 |

## デビュー

### 1月
- 7日 - 吉岡秀隆「ラストソング」
- 8日 - 森千紗花「鉄火幾松ぶし」
- 21日 - 鈴木哲彦「少年のまま」
- 21日 - DJ KRUSH「KRUSH」
- 21日 - 又紀仁美「きっと平気」
- 21日 - 水田竜子「土佐のおんな節」
- 21日 - 村上圭寿「風の遊園地」
- 25日 - 曽根麻矢子「イギリス組曲第3番ト短調」
- 26日 - 須藤あきら「あなたに伝えたくて」（再デビュー）

### 2月
- 2日 - 井上喜久子「優美なおさかな elegant fish」
- 2日 - ZNX「君の瞳の中から」
- 2日 - BEREEVE「君から目を離せない」
- 9日 - 黒夢「for dear」（メジャーデビュー）
- 9日 - 酒井ミキオ「今だけは君を離さない」
- 9日 - view「あの時の中で僕らは」
- 9日 - 藤川賢一「大切な君の胸へ…」
- 16日 - 笹峰愛「ひとりぼっちのBirthday」
- 16日 - The Mojas「君がいない冬」
- 16日 - 山田晃士「ひまわり」
- 18日 - 吉田朋代「まぶしい瞳」
- 21日 - 藤谷美和子・大内義昭「愛が生まれた日」
- 23日 - 門倉有希「鴎･･･カモメ」
- 23日 - KEN「JOKE」（ソロデビュー）
- 25日 - いしだ壱成「WARNING」
- アッシュ「ジャック・ネイムス・ザ・プラネッツ」

### 3月
- 1日 - Cup's「愛しているのに Bye Bye Love」
- 2日 - TAMTAM「友達でいいから」
- 2日 - Soul Bossa Trio「a taste of SOUL BASSA」
- 16日 - 緒方恵美「HALF MOON」（プレデビュー）
- 16日 - MITSUO「夏のRevolution」
- 21日 - 米屋純「とりかえしのつかない二人」
- 21日 - MIYA&YAMI（宮沢和史・ヤミ・ボロ）「神様の宝石でできた島」
- 24日 - TRY-TONE「Etoile/12の星の物語」
- 25日 - 今西太一「BLUE」
- 30日 - CHASE「あの空をもう一度」

### 4月
- 1日 - 岩代太郎「TAMMY IN LOVE」
- 1日 - COKEHEAD HIPSTERS「Man isn't really wise,Man only looks wise.」
- 1日 - Riding「風を追いかけて」
- 8日 - 古田敦也「Xeno～見知らぬ人～」
- 11日 - オアシス「スーパーソニック」
- 21日 - ICE BOX「冷たいキス」
- 21日 - WEATHER SIDE「風を抱いて」
- 21日 - エスカレーターズ「Ammonite」
- 21日 - KYOTO JAZZ MASSIVE「KYOTO JAZZ MASSIVE」
- 21日 - Samuel「Lemon Grove's」
- 21日 - 千葉麗子「Non Stop! One Way Love 〜餓狼伝説SPECIALのテーマ〜」
- 21日 - 濱田理恵,藤原美穂「笑顔に会いたい」
- 21日 - ビンゴボンゴ「ブリー」
- 21日 - ボサノバカサノバ「恋のゆくえ」
- 21日 - MASAKI「気がつけば」
- 21日 - MURO「Street Life」
- 21日 - RAZZ MA TAZZ「Private Eyes」
- 25日 - 猪島庄司「もう1度」
- 25日 - COSA NOSTRA「Hip Talk」
- 25日 - 田村直美「自由の橋」
- 25日 - 辺見えみり「TEARS FOR TOMORROW」
- 25日 - BOREDOMS「恐山のストゥージス狂」
- 26日 - Kenjiro「Happy Birthday」
- 27日 - ONE STEP communicate「True Paradise」

### 5月
- 10日 - ウィーザー「ウィーザー (ザ・ブルー・アルバム)」
- 20日 - sinon「AGAIN」
- 20日 - 中島優子「はじまったばかり」
- 21日 - Acoustic Cafe「 SKY DREAMER Acoustic Cafeの空中散歩」
- 21日 - ケン・イシイ「Garden On The Palm」
- 21日 - 藤原正紀「きっと君と」
- 25日 - GLAY「RAIN」「灰とダイヤモンド」
- 25日 - 葉月里緒奈「DOIN' THE DOING」
- 25日 - DYNAMITE MAKER「You In The Mirror/Misty Town」
- 25日 - W「君がいたから」
- 25日 - 永岡昌憲「君がいれば」
- 25日 - 松下未和子「時間の旅人」

### 6月
- 1日 - 井出泰彰「情熱」
- 1日 - 福岡益「君ならきっと」
- 1日 - L'eclipse「Re-Play」
- 8日 - 藤重政孝「愛してるなんて言葉より…」
- 9日 - マリリン・マンソン「ゲット・ユア・ガン」
- 17日 - Groovy Boyfriends「愛を全部あげたい」
- 17日 - 浜本沙良「さよならは天使のはじまり」
- 21日 - 和栗卓也「心閉じて泣かないで」
- 22日 - Be-B「真夏の愛YAIYAI!」
- 22日 - 三重野瞳「瞳にDiamond」
- 25日 - EAST END×YURI「denim-ed soul」
- 25日 - PLAGUES「CINNAMON HOTEL」
- 25日 - Monday満ちる「MAIDEN JAPAN」
- 25日 - LANCE OF THRILL「THRILL SHOW」
- 29日 - EUROGROOVE「EUROGROOVE #01」
- 30日 - Hi-STANDARD「LAST OF SUNNY DAY」

### 7月
- 1日 - L'Arc〜en〜Ciel「眠りによせて」
- 2日 - 鈴里真帆「悲しみは明日を知るための涙」
- 6日 - SOON「Sunflower」
- 21日 - ULTRA POP「Games」
- 21日 - GEISHA GIRLS「Grandma Is Still Alive」
- 21日 - サニーデイ・サービス「星空のドライブEP」
- 21日 - 平松まゆき「たかが恋よ されど恋ね」
- 21日 - Le Couple「海の底でうたう唄」
- 25日 - 小柳"cherry"昌法「BOYS of ISLAND」
- 25日 - ROLL DAYS「Come On News」
- 27日 - JEHO「抱きしめたい」

### 8月
- 1日 - 奥居香「奇跡の時」（ソロデビュー）
- 3日 - SPANK HAPPY「走り泣く乙女」
- 10日 - 純名里沙&JOE'S PROJECT「ぴあの」
- 10日 - 福山憲三「愛をくれよ」
- 21日 - オナペッツ「月影のナポリ」
- 21日 - CONFUSION「BLUE VIEW」
- 21日 - 椎名へきる「Shiena」
- 21日 - BOOGIE MAN「PACHINCO MAN」

### 9月
- 5日 - THE MONKEY KONG SHOW「JUNKIE CAT」
- 10日 - 河相我聞「Brandnew Days」
- 21日 - 大橋りえ「愛って何?」
- 21日 - kyo「月と太陽」（ソロデビュー）
- 21日 - psycho babys「天国と魚」
- 21日 - SEEK「Teenage Cry」
- 21日 - SCHAFT「SWITCHBLADE」
- 21日 - TOKYO No.1 SOUL SET「グランプリ」
- 21日 - TOKIO「LOVE YOU ONLY」
- 21日 - 成田昭次「永遠のひととき」「WUDDAYACALLIT」
- 21日 - 服部祐民子「愛してくれなかった人達へ」
- 21日 - Valentine D.C.「Monochrome Sexuality」「パロディ」
- 21日 - miyuki「かわいいKISSをあげる」
- 21日 - REDIEAN;MODE「目の前の絶望を愛して」
- 21日 - modern grey「楽園」
- 25日 - DEEP「DO YOU LOVE ME」
- 28日 - HAL FROM APOLLO '69「Pyramid Of Venus」

### 10月
- 1日 - 竹村延和「For tomorrow」
- 1日 - 風来坊「ざまぁみろ」
- 1日 - 山本潤子「JUNKO YAMAMOTO」（ソロ）
- 1日 - YOYOYO「Morning Glow」
- 5日 - 大谷健吾「Missing you～変わらない約束～」
- 5日 - 佐伯伽耶「パヒュームを残せない」
- 19日 - STRAY「SUDDENLEY」
- 21日 - 内田有紀「TENCAを取ろう! -内田の野望-」
- 21日 - 奥田民生「愛のために」（本格的デビュー）
- 21日 - THE SUNS「扉の向こう」（シングル）、「NO ENTRY」（アルバム）
- 21日 - spAed「SPAED Vol.1」
- 21日 - 種市弦「美しい君のために」
- 21日 - テイ・トウワ「Future Listening!」
- 21日 - BLUE FIELD+「Girl Friend」（シングル）「A place in the sun」（アルバム）
- 21日 - Homeless Heart「日常」（シングル）「Homeless Heart」（アルバム）
- 25日 - AXXL「抱きしめても泣き止まない」
- 25日 - 浅田あつこ「想い花」

### 11月
- 2日 - 青西高嗣「小さな灯り」
- 2日 - Fire Bomber「SEVENTH MOON」
- 2日 - 藤原ヒロシ「Getting Over You」
- 2日 - bloodthirsty butchers「LUKEWARM WIND」
- 9日 - 石嶺聡子「土曜日とペンと腕時計」
- 9日 - 林浩治「君だけのLOVE SONG」
- 18日 - 福井ミカ「Jaran Jaran」
- 18日 - ベイブルース「夫婦きどり」
- 18日 - MANIA「MYSTERIOUS」
- 21日 - hitomi「Let's Play Winter」
- 21日 - 檜山修之「流れる雲のように」
- 23日 - エレキブラン「メルト」「ウルトラパウダー」
- 23日 - 須賀響子「19回目のクリスマスはちょっと違う」
- 23日 - 姫野真也「Suddenly～突然に～」
- 25日 - 折笠愛「月のTRAGEDY」
- 26日 - 杉田裕「不思議で素敵なクリスマス」
- 26日 - Small Circle of Friends「e.p.」
- 26日 - 長谷川真奈「真冬のファウンテン」
- 30日 - STAGGER「愛を今夜届けに来たよ」

### 12月
- 1日 - 森下玲可「傷つけてPrecious Love」
- 12日 - NOISE FACTORY「ホタルパワー」
- 14日 - 佐藤竹善「SOMETHING SAD」（ソロデビュー）
- 16日 - 高橋クミコ「MACHI」
- 19日 - 緑川光「君に会いたい,今!」
- 21日 - ゴスペラーズ「Promise」
- 22日 - master mind「法隆寺」

## 結成

### 日本
- EAST END×YURI（ - 1996年）
- ES CONNEXION（ - 1994年）
- 犬神サーカス団→犬神サアカス團
- INFINITY16
- WEATHER SIDE（ - 1995年）
- water（ - 2001年、2006年 - ）
- オリエンタル・マグネチック・イエロー
- 餓鬼レンジャー
- GANASIA（ - 1998年）
- 加山雄三&ハイパーランチャーズ
- QP-CRAZY
- クァルテット・エクセルシオ
- 栗コーダーカルテット
- Clingon（ - 2006年、2009年 - ）
- CRAZE（ - 2006年）
- GREAT3（ - 2004年、2012年 - ）
- GEISHA GIRLS（ - 1995年）
- THE COOL CHIC CHILD（ - 2000年）
- The Turtles（ - 2000年、2005年 - ）
- The fantastic designs（ - 2002年）
- THE PEPPERMINT JAM
- サテライト・ラヴァーズ（ - 1996年?）
- Something ELse（ - 2006年）
- 猿岩石（ - 2004年）
- サルサガムテープ
- SHËY≠DË（ - 1994年）
- SHAME（ - 2009年）
- シカラムータ
- 雫...Shizuku（ - 1999年）
- シスターラビッツ
- SHACHI（ - 2010年、2015年 - ）
- Jungle Smile（ - 2002年）
- L'luvia（ - 2000年）
- 湘南ドルフィンズ・マーチングバンド
- SUPER BUTTER DOG（ - 2003年、2007年 - 2008年）
- SWITCH（ - 1998年）
- SOON（ - 1999年）
- Still Small Voice（ - 1998年）
- stereo criminals（ - 1998年）
- SPYKE（ - 1998年）
- spAed（ - 1997年）
- ズボンズ
- SMOOTH ACE
- SLY（ - 1998年）
- SOUL SCREAM
- SOPHIA（ - 2013年、2022年 - ）
- TIMESLIP/TIMESLIP-RENDEZVOUS
- D.T.R（ - 1996年、2006年 - 2009年）
- TECHNOBOYS PULCRAFT GREEN-FUND
- 東京ジュニアオーケストラソサエティ
- 東京シンフォニエッタ
- 東京ローカル・ホンク
- ハイチーズ
- BACK DROP BOMB
- PEALOUT（ - 2005年）
- PIERROT（ - 2006年）
- Biscuit Fan（ - 2000年）
- ヒックスヴィル（ - 2000年、2008年 - ）
- Phew Phew L!ve（ - 2001年）
- BEREEVE（ - 1999年）
- ビンゴボンゴ（ - 1997年）
- FAIRY FORE（ - 2005年）
- Platinum 900（ - 1999年）
- pre-school（ - 2003年）
- ブロンソンズ
- ペンギンノイズ（ - 2002年）
- ポルノグラフィティ
- Whiteberry（ - 2004年）
- MELLOW YELLOW（ - 2010年）
- ライフレコーダーズ（ - 2001年）
- LaB LIFe（ - 2000年）
- LOVE LOVE STRAW（ - 2002年、2005年 - ）
- RAMAR（ - 2012年）
- RIP SLYME（ - 2018年、2022年 - ）
- Lyre
- Romance for〜（ - 1999年）

### 日本国外
- アクア（ - 2001年、2008年 - 2012年、2016年 - ）
- アゴラフォビック・ノーズブリード
- アルカナ
- アルテミス
- アンクル
- インピオス
- ウィザリング・サーフェイス（ - 2005年、2019年 - ）
- ウィルコ
- エアー・マイアミ（ - 1996年）
- H2O
- エクトモーフ
- エルミタージュ美術館オーケストラ
- オージー（ - 2005年、2010年 - ）
- ガービッジ（ - 2005年、2010年 - ）
- キャスター（ - 1998年）
- Cool（ - 2014年）
- グルーヴ・アルマダ
- ゲイ・ダッド（ - 2002年）
- ゴッドスピード・ユー!・ブラック・エンペラー（ - 2003年、2010年 - ）
- サード・フォース
- サードムーン
- ザ・シー・アンド・ケイク（ - 2004年、2007年 - ）
- ザ・フラワー・キングス（ - 2008年、2011年 - 2015年、2018年 - ）
- ザ・ラスマス
- シガー・ロス
- システム・オブ・ア・ダウン（ - 2006年、2011年 - ）
- シンフォニー・エックス
- スイダクラ
- スウィートバック
- スカイラーク
- スタティック-X（ - 2010年、2012年 - 2013年、2018年 - ）
- ストラッピング・ヤング・ラッド（ - 1998年、2002年 - 2007年）
- スニーカー・ピンプス（ - 2005年、2015年 - ）
- スノウ・パトロール
- スパイス・ガールズ（ - 2000年、2007年 - 2008年、2018年 - ）
- スマッシュ・マウス
- 3
- セヴンダスト
- ダーク・フォートレス（ - 2023年）
- チボ・マット（ - 2002年、2011年 - 2017年）
- ディスゴージ
- ディスターブド（ - 2011年、2015年 - ）
- テキサス・イズ・ザ・リーズン（ - 1997年、2012年 - 2013年）
- デス・イン・ヴェガス
- トスカ
- ドリーム・アカデミー
- ノクターナル・モルトゥム
- ヴードゥーカルト（ - 1996年）
- フーバスタンク
- フー・ファイターズ
- ブラウンマン・リヴァイヴァル
- プラハ・フィルハーモニア
- ヘイトブリード
- ベースメント・ジャックス
- ヘヴンリー
- マッド・シーズン（ - 1996年）
- マルーン5
- ミクロストリア
- ミネラル
- ミューズ
- ヤァラルホーン
- RAI国立交響楽団
- ラウンチー
- ラクーナ・コイル
- ラム・オブ・ゴッド
- ラムシュタイン
- リヴィング・エンド
- リンプ・ビズキット（ - 2006年、2009年 - ）
- Roo'Ra（ - 2001年、2009年 - ）
- レッドネックス
- Loso（ - 2003年）

## 解散・活動休止
- 2月6日 - ヴィーナス・ペーター（2006年再結成）
- 4月5日 - ニルヴァーナ
- 4月21日 - GO-BANG'S（2013年ソロユニットとして復活）
- 5月19日 - TM NETWORK（1999年活動再開）
- 5月 - adam
- 5月 - ZI:KILL
- 6月12日 - KUSU KUSU（冬眠）
- 9月30日 - CoCo
- 9月 - ハイ・ファイ・セット

### 年内
- ACID LOVE
- ウィンガー（2001年再結成）
- エイシスト（2006年再結成）
- A.R. ケイン
- カタトニア（1996年再結成）
- 奇形児
- キャンドルマス（1997年再始動）
- 桜っ子クラブさくら組
- G-クレフ
- J.D.K.BAND（2007年メンバーを刷新し再結成）
- シニック（2006年再結成）
- スポンティニアス・ミュージック・アンサンブル
- ダイアモンド・ヘッド（2002年再始動）
- デュオ・クロムランク
- ニュー・キッズ・オン・ザ・ブロック（2008年再結成）
- ハンマーボックス
- ブランニュー・オメガトライブ
- ペスティレンス（2008年再結成）
- ホーリー・モーゼス（2000年再結成）
- BODY
- ribbon
- レベル42（2001年再結成）

## 再結成
- イーグルス
- 海援隊
- キング・クリムゾン
- コロシアム
- トラフィック
- メイヘム

## 誕生
出身地または国籍が 日本である人物の国名表記は省略。
- 1月7日 - イ・ソンビン（ 韓国、女優・歌手）
- 1月13日 - 中山優馬（大阪府、俳優・歌手、元NYC）
- 1月14日 - 栞菜智世（福島県、歌手）
- 1月16日 - 井上ひかり（兵庫県、歌手・声優）
- 1月17日 - 上田麗奈（富山県、声優・歌手）
- 1月18日 - 知英（ 韓国、歌手・モデル・女優、元KARA）
- 1月20日 - 鷲尾伶菜（佐賀県、歌手・ダンサー、E-girlsおよびFlowerの元メンバー）
- 1月25日 - 天野花（東京都、シンガーソングライター）
- 1月25日 - Hiro（東京都、歌手、MY FIRST STORY）
- 1月31日 - 秋田知里（東京都、歌手、仮面ライダーGIRLS）
- 2月1日 - ハリー・スタイルズ（、歌手、ワン・ダイレクション）
- 2月1日 - トミタ栞（岐阜県、歌手・タレント）
- 2月1日 - 黒瀬莉世（山口県、ベーシスト、LILI LIMIT）
- 2月2日 - 厚地彩花（長崎県、歌手、elfin'）
- 2月4日 - 伊倉愛美（埼玉県、歌手・女優・タレント、ももいろクローバーおよびクリィミー・パフェの元メンバー）
- 2月5日 - 中島早貴（埼玉県、歌手、元℃-ute）
- 2月8日 - 高山一実（千葉県、歌手・タレント、元乃木坂46）
- 2月9日 - 礒干彩香（群馬県、歌手、あかぎ団）
- 2月12日 - 石井杏奈（広島県、歌手）
- 2月12日 - 市川美織（埼玉県、歌手・女優・タレント、NMB48およびAKB48の元メンバー）
- 2月15日 - T'z Aiko（神奈川県、サクソフォーン奏者）
- 2月15日 - 渡邉ひかる（北海道、歌手、元SUPER☆GiRLS）
- 2月21日 - 宮崎理奈（福岡県、歌手、元SUPER☆GiRLS）
- 2月27日 - ハナエ（福岡県、歌手）
- 3月1日 - ジャスティン・ビーバー（ カナダ、歌手）
- 3月5日 - MJ（ 韓国、歌手・俳優、ASTRO）
- 3月8日 - 髙地優吾（神奈川県、俳優・歌手、SixTONES）
- 3月12日 - 塩ノ谷早耶香（福岡県、歌手）
- 3月13日 - 中島健人（東京都、俳優・歌手、元Sexy Zone）
- 3月15日 - iri（神奈川県、シンガーソングライター）
- 3月19日 - 犬塚あさな（愛知県、タレント・歌手、元SKE48）
- 3月23日 - 優里（千葉県、シンガーソングライター）
- 3月26日 - 渡辺麻友（埼玉県、元歌手・女優、AKB48および渡り廊下走り隊7の元メンバー）
- 3月28日 - 井澤巧麻（宮城県、俳優・歌手）
- 3月28日 - 石綿宏司（神奈川県、歌手・俳優、スクランブルガム）
- 3月31日 - しばたありぼぼ（大阪府、ベーシスト、ヤバイTシャツ屋さん）
- 4月2日 - 宮崎由加（石川県、歌手、元Juice=Juice）
- 4月4日 - 杏沙子（鳥取県、歌手）
- 4月4日 - Ayase（山口県、作曲家・ボカロP、YOASOBI）
- 4月4日 - 菅谷梨沙子（神奈川県、歌手、Berryz工房）
- 4月12日 - 鈴木愛理（千葉県、歌手・モデル・女優、Buono!、元℃-ute）
- 4月10日 - アミーネ（ アメリカ合衆国、ラッパー）
- 4月21日 - 朝日奈央（埼玉県、タレント・歌手、元アイドリング!!!）
- 4月23日 - 遠藤香南（福島県、歌手、元フラップガールズスクール）
- 4月26日 - 伊藤優衣（群馬県、女優・タレント・歌手、KiraLyraHeart）
- 5月6日 - 犬童美乃梨（愛知県、レースクイーン・歌手、sherbet）
- 5月12日 - 大西颯季（神奈川県、モデル・女優・歌手、w2w/Go!Go!ぱわふる学園）
- 5月16日 - 桜井玲香（神奈川県、歌手・モデル・女優、元乃木坂46、乃木坂46の初代キャプテン）
- 5月19日 - 永島聖羅（愛知県、歌手・女優・タレント、元乃木坂46）
- 5月23日 - 伊崎zaki雄太郎（神奈川県、キーボーディスト）
- 5月23日 - ぷす（岡山県、歌手、ツユ）
- 5月25日 - Kylee（ アメリカ合衆国、歌手）
- 5月25日 - 西野七瀬（大阪府、歌手・モデル・女優、元乃木坂46）
- 5月26日 - 礒部花凜（奈良県、女優・声優・歌手、BlooDye）
- 6月4日 - 岸野里香（兵庫県、歌手・タレント、Over The TopおよびNMB48の元メンバー）
- 6月5日 - 岩永ジョーイ（大分県、俳優・ダンサー、small but BIG 4およびTOPSの元メンバー）
- 6月14日 - ムン・テイル（ 韓国、歌手、NCT）
- 6月16日 - 葵夏美（千葉県、歌手、キング・クリームソーダ）
- 6月20日 - Beverly（ フィリピン、歌手）
- 6月21日 - 岡井千聖（埼玉県、元歌手・女優・タレント、元℃-ute）
- 6月21日 - 向井康二（大阪府、俳優・歌手、Snow Man）
- 6月24日 - 遠藤ゆりか（東京都、元声優・元歌手、Roseliaの元メンバー）
- 6月25日 - 麻倉もも（福岡県、声優・歌手、TrySail）
- 6月27日 - 若月佑美（静岡県、歌手・女優、元乃木坂46）
- 6月28日 - 斉藤真木子（大阪府、歌手、SKE48、SKE48の2代目キャプテン）
- 6月30日 - 雨宮夕夏（大阪府、声優・歌手）
- 7月4日 - 石丸椎菜（千葉県、女優・タレント・歌手）
- 7月4日 - イ・ヘイン（ 韓国、歌手、元I.B.I）
- 7月10日 - 天使もえ（東京都、AV女優・歌手、元恵比寿★マスカッツ）
- 7月10日 - 勝田梨乃（北海道、元歌手、元SUPER☆GiRLS）
- 7月12日 - 百田夏菜子（静岡県、歌手・女優、ももいろクローバーZ）
- 7月16日 - 茜屋日海夏（秋田県、声優・歌手、i☆Ris）
- 7月18日 - 相谷麗菜（奈良県、歌手、我儘ラキアおよびミライスカートの元メンバー）
- 7月18日 - Matt_Rose (東京都、ブライダルモデル・シンガーソングライター)
- 8月1日 - 和田彩花（群馬県、歌手・女優、元アンジュルム）
- 8月6日 - 中田花奈（埼玉県、歌手、元乃木坂46）
- 8月10日 - RIKU（埼玉県、歌手・ダンサー、THE RAMPAGE from EXILE TRIBE）
- 8月17日 - 畠中祐（神奈川県、声優・歌手）
- 8月21日 - 五木あきら（千葉県、歌手、元パナシェ!）
- 8月24日 - 三秋里歩（京都府、元歌手・タレント、吉本坂46およびNMB48・AKB48の元メンバー）
- 8月27日 - 新井リオ（東京都、イラストレーター・作家・ミュージシャン、PENs+）
- 8月29日 - 片寄涼太（大阪府、歌手・ダンサー、GENERATIONS from EXILE TRIBE）
- 9月6日 - 井澤美香子（埼玉県、声優・歌手）
- 9月8日 - 和氣あず未（東京都、声優・歌手）
- 9月12日 - RM（ 韓国、ラッパー）
- 9月13日 - 大橋彩香（埼玉県、声優・歌手、Poppin'PartyおよびBEST FRIENDS!のメンバー）
- 9月14日 - 牛丸ありさ（大阪府、歌手、yonige）
- 9月25日 - 荒井玲良（東京都、歌手・モデル、元SUPER☆GiRLS）
- 9月27日 - 小笠原海（神奈川県、ダンサー・モデル・俳優、超特急）
- 10月4日 - イルフン（ 韓国、歌手、元BTOB）
- 10月4日 - 岩立沙穂（神奈川県、歌手、AKB48）
- 10月14日 - 高柳知葉 (千葉県、声優・歌手、Prima_Portaのメンバー)
- 10月14日 - 桧垣果穂 (東京都、歌手・モデル、Luce_Twinkle_Wink☆のメンバー)
- 10月14日 - 藤井萩花（大阪府、元歌手・ダンサー・モデル、E-girlsおよびFlower・ShuuKaRenの元メンバー）
- 10月16日 - 鬼頭明里（愛知県、声優・歌手、虹ヶ咲学園スクールアイドル同好会）
- 10月18日 - 能條愛未（神奈川県、歌手・女優、乃木坂46および青春女子学園の元メンバー）
- 10月23日 - 船津稜雅（神奈川県、ダンサー・タレント、超特急）
- 10月25日 - 太田将熙（千葉県、俳優・歌手）
- 10月25日 - 西本りみ（兵庫県、声優・歌手、Poppin'Party）
- 10月31日 - 内村イタル（神奈川県、歌手、ゆうらん船）
- 11月1日 - パブロ・ヴィター（ ブラジル、シンガーソングライター）
- 11月7日 - 飯窪春菜（東京都、歌手・女優、元モーニング娘。）
- 11月9日 - 泉茉里（三重県、歌手、プラニメおよび夏の魔物の元メンバー）
- 11月9日 - MNEK（ イギリス、シンガーソングライター）
- 11月15日 - 武藤十夢（東京都、歌手、元AKB48）
- 11月24日 - 逢月ひな（神奈川県、タレント・歌手、元サンミニ）
- 11月24日 - 草川拓弥（東京都、ダンサー・モデル・俳優、超特急）
- 12月3日 - 京本大我（東京都、俳優・歌手、SixTONES）
- 12月3日 - 芹澤優（東京都、声優・歌手、i☆Ris）
- 12月5日 - 太田奈緒（京都府、歌手・女優、元AKB48）
- 12月8日 - 多田愛佳（埼玉県、歌手・女優・タレント、HKT48およびAKB48の元メンバー）
- 12月13日 - 綾瀬麗奈（愛知県、歌手・女優・タレント、dela）
- 12月13日 - 家入レオ（福岡県、歌手）
- 12月14日 - 井上小百合（埼玉県、歌手・女優、元乃木坂46）
- 12月22日 - 宮崎朝子（神奈川県、歌手、SHISHAMO）
- 12月23日 - ベラ・イヴァニシヴィリ（ フランス、歌手）
- 12月25日 - RHYME（ オーストラリア、詩人・歌手）
- 12月27日 - アイナ・ジ・エンド（大阪府、歌手・ダンサー、BiSH）
- 12月28日 - 志村玲那（東京都、歌手・女優、元キグルミ）
- 月日不明 - 太田弦（北海道、指揮者）
- 月日不明 - Febb As Young Mason（ラッパー、+2018年・24歳没）

## 死去
- 1月2日 - リス・ゴーティ（ フランス、シャンソン歌手、*1900年）
- 1月9日 - 松谷翠（ピアニスト、*1943年）
- 1月15日 - ハリー・ニルソン（ アメリカ合衆国、ソングライター、*1941年）
- 1月16日 - フランツ・ミクサ（ オーストリア、作曲家、*1902年）
- 1月17日 - ジョルジュ・シフラ（ ハンガリー、ピアニスト、*1921年）
- 1月22日 - アドルフ・バラー（ オーストリア、ピアニスト、*1909年）
- 1月30日 - ルドルフ・シュワルツ（ オーストリア、指揮者、*1905年）
- 2月1日 - 藤島桓夫（大阪府、演歌歌手、*1927年）
- 2月4日 - 野村良雄（東京都、音楽学者、*1908年）
- 2月6日 - ノーマン・デル・マー（ イギリス、指揮者・音楽学者、*1919年）
- 2月7日 - ヴィトルト・ルトスワフスキ（ ポーランド、作曲家、*1913年）
- 2月9日 - ルイス・カウフマン（ アメリカ合衆国、ヴァイオリニスト、*1905年）
- 2月19日 - ヴィットリオ・リエティ（ イタリア、作曲家、*1898年）
- 2月23日 - アーサー・ピアンタドシ（ アメリカ合衆国、音響技術者、*1916年）
- 2月24日 - ダイナ・ショア（ アメリカ合衆国、歌手、*1916年）
- 3月3日 - ローマン・ハウベンシュトック＝ラマティ（ ポーランド、作曲家、*1919年）
- 3月16日 - ニコラス・フラジェロ（ アメリカ合衆国、ピアニスト・指揮者、*1928年）
- 3月17日 - 安井かずみ（神奈川県、作詞家、*1939年）
- 3月22日 - ダン・ハートマン（ アメリカ合衆国、ミュージシャン、*1950年）
- 3月24日 - デイヴィッド・ヴァン・ヴァクター（ アメリカ合衆国、作曲家、*1906年）
- 4月2日 - 奥村一（埼玉県、作曲家、*1925年）
- 4月5日 - カート・コバーン（ アメリカ合衆国、ミュージシャン、ニルヴァーナ、*1967年）
- 4月17日 - マンノ・ヴォルフ＝フェラーリ（ イタリア、指揮者、*1911年）
- 4月25日 - 柴田和志（京都府、ボーカリスト、村八分、*1950年）
- 5月23日 - ジョー・パス（ アメリカ合衆国、ギタリスト、*1929年）
- 5月25日 - エリック・ゲイル（ アメリカ合衆国、ギタリスト、*1938年）
- 5月25日 - ロベール・プラネル（ フランス、作曲家、*1908年）
- 6月1日 - ジャン＝ジョエル・バルビエ（ フランス、ピアニスト、*1920年）
- 6月4日 - ジャン・デトワイラー（ スイス、作曲家、*1907年）
- 6月4日 - 斉藤丑松（茨城県、ホルン奏者、*1912年）
- 6月14日 - ヘンリー・マンシーニ（ アメリカ合衆国、作曲家、*1924年）
- 6月15日 - マノス・ハジダキス（ ギリシャ、作曲家・ソングライター、*1925年）
- 6月17日 - クルト・ヘッセンベルク（ ドイツ、作曲家、*1908年）
- 6月21日 - カルロス・ヒメネス＝マバラク（ メキシコ、作曲家、*1916年）
- 6月22日 - 石橋エータロー（東京都、ピアニスト・料理研究家、ハナ肇とクレージーキャッツ、*1927年）
- 6月29日 - クルト・アイヒホルン（ ドイツ、指揮者、*1908年）
- 7月10日 - パトリック・クロムランク（ ベルギー、ピアニスト、デュオ・クロムランク、*1945年）
- 7月10日 - 桑田妙子（広島県、ピアニスト、デュオ・クロムランク、*1947年）
- 7月13日 - バッキー白片（ アメリカ合衆国、ミュージシャン、バッキー白片とアロハ・ハワイアンズ、*1912年）
- 7月14日 - 森部静武（福岡県、ヴァイオリニスト、*1906年）
- 7月19日 - ルドルフ・フィルクスニー（ チェコ、ピアニスト、*1912年）
- 7月23日 - ハンス・サルター（ アメリカ合衆国、作曲家、*1896年）
- 7月24日 - 藤井凡大（大分県、指揮者、*1931年）
- 8月1日 - 三宅洋一郎（熊本県、ピアニスト・指揮者、*1914年）
- 8月2日 - 武井義明（高知県、ジャズシンガー、*1934年）
- 8月6日 - ドメニコ・モドゥーニョ（ イタリア、歌手・俳優、*1928年）
- 8月8日 - 鳳啓助（大阪府、俳優・漫才師、*1923年）
- 8月12日 - 宮五郎（兵庫県、歌手、*1936年）
- 8月13日 - レイモン・ガロワ＝モンブラン（ フランス、ヴァイオリニスト、*1918年）
- 8月15日 - 高草木昭允（群馬県、作詞家、*1927年）
- 8月19日 - ルイ・ド・フロマン（ フランス、指揮者、*1921年）
- 8月26日 - レナ・キリアコウ（ ギリシャ、ピアニスト、*1917年）
- 8月27日 - ロベルト・ゴジェネチェ（ アルゼンチン、タンゴ歌手、*1926年）
- 9月6日 - ニッキー・ホプキンス（ イギリス、鍵盤楽器奏者、*1944年）
- 9月7日 - 清元一壽郎（東京都、三味線奏者、*1927年）
- 9月10日 - エヴゲーニー・ドルマトフスキー（ ロシア、詩人・作詞家、*1915年）
- 9月16日 - ドリー・ハース（ ドイツ、女優・歌手、*1910年）
- 9月17日 - 中川勝彦（東京都、ミュージシャン、*1962年）
- 9月20日 - ジミー・ハミルトン（ アメリカ合衆国、ジャズミュージシャン、*1917年）
- 9月20日 - ジューリー・スタイン（ イギリス、作曲家、*1905年）
- 9月22日 - レナード・フェザー（ イギリス、ジャズピアニスト、*1914年）
- 10月5日 - ニニ・ロッソ（ イタリア、トランペット奏者、*1926年）
- 10月7日 - 三木鶏郎（東京都、作曲家、*1914年）
- 10月10日 - ニコライ・カレートニコフ（ ソビエト連邦、作曲家、*1930年）
- 10月12日 - 属啓成（音楽学者・音楽評論家、*1902年）
- 10月14日 - ジョコンダ・デ・ヴィート（ イタリア、ヴァイオリニスト、*1907年）
- 10月17日 - ヴィクトル・ドゥブロフスキー（ ソビエト連邦、指揮者、*1927年）
- 10月18日 - 渡邊浦人（青森県、作曲家、*1909年）
- 10月19日 - マーサ・レイ（ アメリカ合衆国、女優・歌手、*1916年）
- 10月22日 - ジミー・ミラー（ アメリカ合衆国、ドラマー、*1942年）
- 10月26日 - ウィルバート・ハリスン（ アメリカ合衆国、歌手、*1929年）
- 10月31日 - 河本栄得（大阪府、漫才師、ベイブルース、*1968年）
- 11月10日 - カーメン・マクレエ（ アメリカ合衆国、歌手・ピアニスト、*1922年）
- 11月11日 - エリザベス・マコンキー（ イギリス、作曲家、*1907年）
- 11月11日 - 長門美保（福岡県、ソプラノ歌手、*1911年）
- 11月17日 - 藤井典明（広島県、指揮者、*1915年）
- 11月18日 - キャブ・キャロウェイ（ アメリカ合衆国、歌手、*1907年）
- 11月23日 - アーウィン・コスタル（ アメリカ合衆国、作曲家、*1911年）
- 11月27日 - フェルナンド・ロペス＝グラサ（ ポルトガル、作曲家、*1906年）
- 11月28日 - スリマ・ストラヴィンスキー（ スイス、ピアニスト、*1910年）
- 11月30日 - コニー・ケイ（ アメリカ合衆国、ドラマー、モダン・ジャズ・カルテット 、*1927年）
- 12月5日 - 多忠麿（雅楽師、*1933年）
- 12月7日 - 柏木俊夫（兵庫県、作曲家、*1912年）
- 12月8日 - アントニオ・カルロス・ジョビン（ ブラジル、作曲家、*1927年）
- 12月10日 - ガーネット・シルク（ ジャマイカ、レゲエミュージシャン、*1966年）
- 12月10日 - ベルナール・ワール（ フランス、指揮者、*1922年）
- 12月11日 - アーヴェト・テルテリャーン（ アゼルバイジャン、ピアニスト、*1929年）
- 12月22日 - 乙羽信子（鳥取県、女優・第3回NHK紅白歌合戦出場者、*1924年）
- 12月30日 - モーリン・コックス（ イギリス、リンゴ・スターの元妻、*1946年）

月日不明
- 関忠亮（声楽家、*1915年）
- メストリ・マルサル（ ブラジル、サンバミュージシャン、*1930年）
- ロバート・ブルーム（ アメリカ合衆国、オーボエ奏者、*1908年）